# Balázs Baji
Dans les noms hongrois, le nom de famille précède le prénom, mais cet article utilise l’ordre habituel en français, où le prénom précède le nom.
Balázs Baji (né le 9 juin 1989 à Békéscsaba) est un athlète hongrois, spécialiste du 110 mètres haies.

## Biographie
Lors des Championnats d'Europe espoirs  2011, son record sur 110 m haies est de 13 s 58, obtenu à Ostrava le 16 juillet 2011 malgré un vent légèrement défavorable (- 0,4 m/s) pour remporter la médaille d'argent.
En salle, son record est de 7 s 77 sur 60 m haies (au POPB de Paris-Bercy, lors des Championnats d'Europe en salle).
Il a été finaliste des Championnats du monde junior à Bydgoszcz en 2008 (7e) et demi-finaliste des Championnats d'Europe junior à Hengelo l'année précédente. Il a participé aux Championnats d'Europe 2010 à Barcelone en étant éliminé en série.
Il porte son record à 13 s 44 au Golden Gala de Rome le 6 juin 2013, puis à 13 s 36 en séries des championnats du monde à Moscou le 11 août 2013. Il porte en demi-finale son record national à 13 s 31 lors des Championnats d'Europe 2014 à Zurich, puis à 13 s 29 en finale mais il est alors gêné par le Français Dimitri Bascou, disqualifié pour avoir empiété sur son couloir, et termine 4e, avec le même temps du médaillé de bronze Pascal Martinot-Lagarde.
Le 20 mars 2016, Baji se classe 6e du 60 m haies lors des championnats du monde en salle de Portland en 7 s 65. Au mois de juillet, il remporte sa 1re médaille internationale sénior à l'occasion des Championnats d'Europe d'Amsterdam où il décroche l'argent en 13 s 28, record de Hongrie, seulement devancé par le Français Dimitri Bascou.
En août suivant, le Hongrois participe aux Jeux olympiques de Rio où il atteint les demi-finales, sans toutefois parvenir à se qualifier pour la finale.
Le 10 février 2017, Baji s'impose au meeting ISTAF indoor Berlin sur 60 m haies en 7 s 60, sa meilleure performance personnelle de la saison. Le 5 juin, il améliore son propre record de Hongrie lors du Mémorial Josef-Odložil de Prague en 13 s 24. Il termine 2e de la course derrière le sud-africain Antonio Alkana (13 s 11, AR). Il l'améliore le 28 juin, au Golden Spike d'Ostrava en 13 s 23, battu par Garfield Darien (13 s 09, PB) puis le 4 juin à Székesfehérvár en 13 s 15, se classant 4e de la course.
Le 7 août 2017, Balázs Baji crée la surprise en décrochant la médaille de bronze des Championnats du monde de Londres en 13 s 28, derrière le Jamaïcain Omar McLeod (13 s 04) et le Russe Sergueï Choubenkov (13 s 14). Il devance de deux centièmes le Français Garfield Darien, 4e.
Le 27 août 2017, il décroche la médaille d'or de l'Universiade à Taipei en 13 s 35.

## Palmarès
| Date | Compétition                       | Lieu             | Résultat | Épreuve     | Temps   |
| ---- | --------------------------------- | ---------------- | -------- | ----------- | ------- |
| 2008 | Championnats du monde juniors     | Bydgoszcz        | 7e       | 110 m haies | 13 s 60 |
| 2011 | Championnats d'Europe espoirs     | Ostrava          | 2e       | 110 m haies | 13 s 58 |
| 2013 | Championnats d'Europe en salle    | Göteborg         | 4e       | 60 m haies  | 7 s 56  |
| 2013 | Championnats d'Europe par équipes | Dublin           | 1er      | 110 m haies | 13 s 45 |
| 2014 | Championnats d'Europe par équipes | Tallinn          | 1er      | 110 m haies | 13 s 51 |
| 2014 | Championnats d'Europe             | Zurich           | 4e       | 110 m haies | 13 s 29 |
| 2015 | Championnats d'Europe en salle    | Prague           | 7e       | 60 m haies  | 7 s 65  |
| 2015 | Championnats d'Europe par équipes | Stara Zagora     | 2e       | 110 m haies | 13 s 71 |
| 2016 | Championnats du monde en salle    | Portland         | 6e       | 60 m haies  | 7 s 65  |
| 2016 | Championnats d'Europe             | Amsterdam        | 2e       | 110 m haies | 13 s 28 |
| 2017 | Championnats d'Europe par équipes | Tel Aviv         | 2e       | 110 m haies | 13 s 39 |
| 2017 | Championnats du monde             | Londres          | 3e       | 110 m haies | 13 s 28 |
| 2017 | Universiade                       | Taipei           | 1er      | 110 m haies | 13 s 35 |
| 2018 | Championnats d'Europe             | Berlin           | 8e       | 110 m haies | 13 s 55 |
| 2018 | Ligue de diamant                  | Ligue de diamant | 8e       | 110 m haies | 13 s 63 |

## Records
| Épreuve     | Performance  | Lieu           | Date            |
| ----------- | ------------ | -------------- | --------------- |
| 60 m haies  | 7 s 53 (NR)  | Budapest       | 19 février 2017 |
| 110 m haies | 13 s 15 (NR) | Székesfehérvár | 4 juillet 2017  |